# Huaraz
Huaraz er hovedstaden i regionen Ancash som ligger i det nordlige Peru. Byen har omtrent 127.000 indbyggere (2015). Byen har rødder til før inkariget.
9°32′S 77°32′V / 9.53°S 77.53°V